# Milżynek
Milżynek – wieś w Polsce położona w województwie kujawsko-pomorskim, w powiecie włocławskim, w gminie Lubraniec.
W latach 1975–1998 miejscowość administracyjnie należała do województwa włocławskiego. Według Narodowego Spisu Powszechnego (III 2011 r.) liczyła 151 mieszkańców. Jest 24. co do wielkości miejscowością gminy Lubraniec.

## Historia
Na początku XIX wieku wieś i folwark Milżynek były własnością generała Augustyna Słubickiego a następnie jego syna Aleksandra. Kolejnym właścicielem Milżynka był Leopold Dembowski. W 1891 roku folwark liczący 15 włók został wystawiony przez Towarzystwo Kredytowe Ziemskie na licytacje.